# U-17-Fußball-Asienmeisterschaft 2002/Qualifikation
Die Qualifikation zur U-17-Fußball-Asienmeisterschaft 2002 wurde zwischen dem 13. März 2002 und dem 31. Juli 2002 ausgetragen, um die elf Teilnehmer neben Gastgeber Vereinigte Arabische Emirate zu ermitteln.

## Modus
Die 37 Bewerber wurden in elf regionale Gruppen eingeteilt. Der Gruppenerste qualifizierte sich für die Endrunde. Alle Gruppen wurden in einer Einfachrunde in einer Stadt ausgespielt.

## Gruppe 1
Die Gruppe 1 spielte vom 26. bis 30. Juli 2002 in Sanaa, Jemen.
| Pl. | Verein    | Sp. | S | U | N | Tore    | Diff. | Punkte |
| --- | --------- | --- | - | - | - | ------- | ----- | ------ |
| 1.  | Jemen     | 3   | 3 | 0 | 0 | 009:100 | +8    | 09     |
| 2.  | Bahrain   | 3   | 1 | 1 | 1 | 004:500 | −1    | 04     |
| 3.  | Kuwait    | 3   | 1 | 1 | 1 | 004:600 | −2    | 04     |
| 4.  | Palästina | 3   | 0 | 0 | 3 | 003:800 | −5    | 0      |

## Gruppe 2
Die Gruppe 2 spielte am 26. und 31. Juli 2002 in Saudi-Arabien und Damaskus, Syrien.
| Pl. | Verein        | Sp. | S | U | N | Tore    | Diff. | Punkte |
| --- | ------------- | --- | - | - | - | ------- | ----- | ------ |
| 1.  | Syrien        | 2   | 1 | 1 | 0 | 001:000 | +1    | 04     |
| 2.  | Saudi-Arabien | 2   | 0 | 1 | 1 | 000:100 | −1    | 01     |
| 3.  | Libanon       | 0   | 0 | 0 | 0 | 000:000 | ±0    | 0      |

Der Libanon zog seine Mannschaft zurück.

## Gruppe 3
Die Gruppe 3 spielte vom 26. bis 31. Juli 2002 in Doha, Katar.
| Pl. | Verein    | Sp. | S | U | N | Tore    | Diff. | Punkte |
| --- | --------- | --- | - | - | - | ------- | ----- | ------ |
| 1.  | Katar     | 2   | 2 | 0 | 0 | 005:100 | +4    | 06     |
| 2.  | Jordanien | 2   | 1 | 0 | 1 | 002:200 | ±0    | 03     |
| 3.  | Irak      | 2   | 0 | 0 | 2 | 002:600 | −4    | 0      |

## Gruppe 4
Die Gruppe 4 spielte vom 5. bis 7. Mai 2002 in Chennai, Indien.
| Pl. | Verein    | Sp. | S | U | N | Tore    | Diff. | Punkte |
| --- | --------- | --- | - | - | - | ------- | ----- | ------ |
| 1.  | Indien    | 2   | 2 | 0 | 0 | 012:000 | +12   | 06     |
| 2.  | Malediven | 2   | 0 | 0 | 2 | 000:120 | −12   | 0      |
| 4.  | Bhutan    | 0   | 0 | 0 | 0 | 000:000 | ±0    | 0      |

Bhutan zog seine Mannschaft zurück.

## Gruppe 5
Die Gruppe 5 spielte vom 6. bis 10. Mai 2002 in Taschkent, Usbekistan.
| Pl. | Verein      | Sp. | S | U | N | Tore    | Diff. | Punkte |
| --- | ----------- | --- | - | - | - | ------- | ----- | ------ |
| 1.  | Usbekistan  | 2   | 2 | 0 | 0 | 010:200 | +8    | 06     |
| 2.  | Kirgisistan | 2   | 0 | 1 | 1 | 003:700 | −4    | 01     |
| 3.  | Sri Lanka   | 2   | 0 | 1 | 1 | 001:500 | −4    | 01     |

## Gruppe 6
Die Gruppe 6 spielte vom 13. bis 17. Mai 2002 in Duschanbe, Tadschikistan.
| Pl. | Verein        | Sp. | S | U | N | Tore    | Diff. | Punkte |
| --- | ------------- | --- | - | - | - | ------- | ----- | ------ |
| 1.  | Tadschikistan | 2   | 2 | 0 | 0 | 007:000 | +7    | 06     |
| 2.  | Pakistan      | 2   | 1 | 0 | 1 | 002:400 | −2    | 03     |
| 3.  | Turkmenistan  | 3   | 0 | 0 | 3 | 000:500 | −5    | 0      |

## Gruppe 7
Die Gruppe 7 spielte vom 13. bis 17. März 2002 in Rangun, Myanmar.
| Pl. | Verein   | Sp. | S | U | N | Tore    | Diff. | Punkte |
| --- | -------- | --- | - | - | - | ------- | ----- | ------ |
| 1.  | Myanmar  | 2   | 2 | 0 | 0 | 015:000 | +15   | 06     |
| 2.  | Hongkong | 2   | 1 | 0 | 1 | 003:900 | −6    | 03     |
| 3.  | Singapur | 2   | 0 | 0 | 2 | 000:900 | −9    | 0      |

## Gruppe 8
Die Gruppe 8 spielte vom 15. bis 19. April 2002 in Seoul, Südkorea.
| Pl. | Verein      | Sp. | S | U | N | Tore    | Diff. | Punkte |
| --- | ----------- | --- | - | - | - | ------- | ----- | ------ |
| 1.  | Südkorea    | 3   | 3 | 0 | 0 | 025:100 | +24   | 09     |
| 2.  | Laos        | 3   | 2 | 0 | 1 | 009:120 | −3    | 06     |
| 3.  | Kambodscha  | 3   | 1 | 0 | 2 | 004:900 | −5    | 03     |
| 4.  | Philippinen | 3   | 0 | 0 | 3 | 000:160 | −16   | 0      |

## Gruppe 9
Die Gruppe 9 spielte vom 20. bis 24. Mai 2002 in Pjöngjang, Nordkorea.
| Pl. | Verein    | Sp. | S | U | N | Tore    | Diff. | Punkte |
| --- | --------- | --- | - | - | - | ------- | ----- | ------ |
| 1.  | China     | 2   | 2 | 0 | 0 | 020:200 | +18   | 06     |
| 2.  | Nordkorea | 2   | 1 | 0 | 1 | 023:300 | +20   | 03     |
| 3.  | Mongolei  | 2   | 0 | 0 | 2 | 000:380 | −38   | 0      |
| 4.  | Guam      | 0   | 0 | 0 | 0 | 000:000 | ±0    | 0      |

Guam zog seine Mannschaft zurück.

## Gruppe 10
Die Gruppe 10 spielte vom 19. bis 23. Mai 2002 in Taipeh, Republik China (Taiwan).
| Pl. | Verein     | Sp. | S | U | N | Tore    | Diff. | Punkte |
| --- | ---------- | --- | - | - | - | ------- | ----- | ------ |
| 1.  | Vietnam    | 2   | 1 | 1 | 0 | 003:200 | +1    | 04     |
| 2.  | Indonesien | 2   | 0 | 2 | 0 | 002:200 | ±0    | 02     |
| 3.  | Taiwan     | 2   | 0 | 1 | 1 | 002:300 | −1    | 01     |

## Gruppe 11
Die Gruppe 11 spielte vom 11. bis 15. Mai 2002 in Kelana Jaya, Malaysia.
| Pl. | Verein   | Sp. | S | U | N | Tore    | Diff. | Punkte |
| --- | -------- | --- | - | - | - | ------- | ----- | ------ |
| 1.  | Japan    | 3   | 3 | 0 | 0 | 022:000 | +22   | 09     |
| 2.  | Malaysia | 3   | 2 | 0 | 1 | 016:200 | +14   | 06     |
| 3.  | Brunei   | 3   | 1 | 0 | 2 | 002:210 | −19   | 03     |
| 4.  | Macau    | 3   | 0 | 0 | 3 | 001:180 | −17   | 0      |